# Eumops hansae
Eumops hansae är en fladdermusart som beskrevs av Sanborn 1932. Eumops hansae ingår i släktet Eumops och familjen veckläppade fladdermöss. IUCN kategoriserar arten globalt som livskraftig. Inga underarter finns listade i Catalogue of Life.
Denna fladdermus förekommer från Mexiko till regionen Guyana och till Bolivia. Arten vistas i låglandet och i kulliga områden. Habitatet utgörs av fuktiga städsegröna skogar. Eumops hansae besöker ibland savanner som ligger nära skogar.
Individerna vilar bland annat i trädens håligheter och de äter insekter.